# Garlan
Garlan (bretonisch Garlann) ist eine französische Gemeinde im Norden der Bretagne im Département Finistère mit 1.063 Einwohnern (Stand 1. Januar 2022).

## Lage
Der Ort befindet sich im Norden der Bretagne nahe der Atlantikküste am Ärmelkanal im Tal des Flusses Dourduff.
Morlaix liegt sechs Kilometer südwestlich, Brest 60 Kilometer südwestlich und Paris etwa 450 Kilometer östlich.

## Verkehr
Bei Morlaix befindet sich die nächste Abfahrt an der Schnellstraße E 50 (Brest-Rennes) und ein Regionalbahnhof an der überwiegend parallel verlaufenden Bahnlinie.  
Bei Brest und Rennes befinden sich Regionalflughäfen.

## Bevölkerungsentwicklung
| Jahr                       | 1962 | 1968 | 1975 | 1982 | 1990 | 1999 | 2009 | 2017 | 2020 |
| Einwohner                  | 628  | 615  | 644  | 774  | 801  | 821  | 976  | 1052 | 1052 |
| Quellen: Cassini und INSEE |      |      |      |      |      |      |      |      |      |

## Sehenswürdigkeiten
- Kirche Notre-Dame-des-Sept-Douleurs (Unserer Lieben Frau der Sieben Schmerzen)

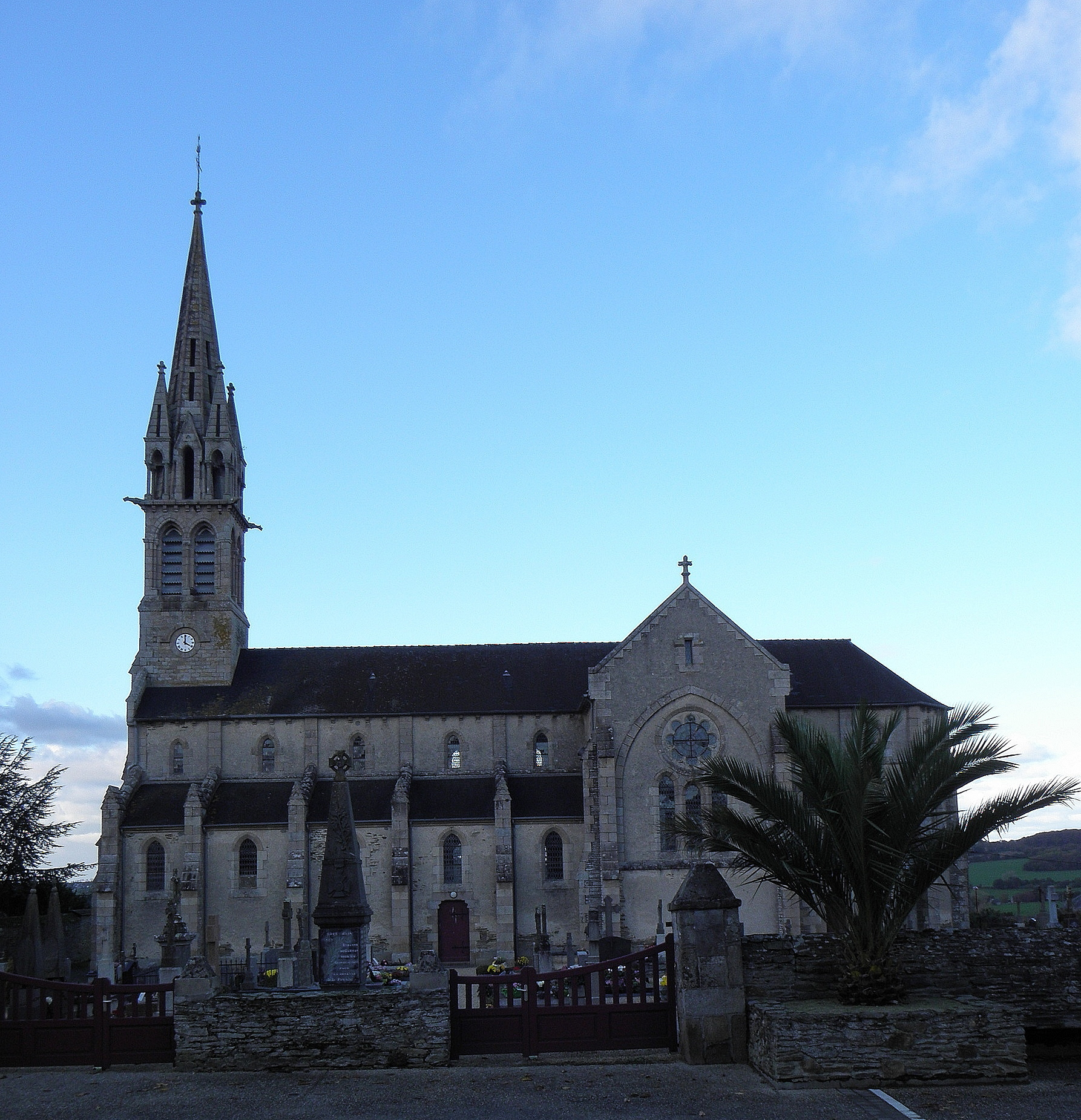
Kirche Notre-Dame-des-Sept-Douleurs

Siehe auch: Liste der Monuments historiques in Garlan